# Storia di una mamma
Storia di una mamma è una fiaba dello scrittore e poeta danese Hans Christian Andersen, pubblicata per la prima volta nel 1847. È nota anche come Storia di una madre.

## Trama
Una madre è rimasta sveglia tre giorni e tre notti consecutive per vegliare il figlioletto gravemente ammalato. Ma ecco che, quando chiude gli occhi per un attimo sopraffatta dalla stanchezza, la morte arriva e prende il suo bambino; la donna allora si precipita in strada a chiedere dove si sia diretta la morte. Solo la notte gli risponde: "La morte cammina più veloce del vento e non restituisce mai quello che ha preso".
Le viene indicata però la direzione della foresta, ma prima la madre deve cantare ogni ninna nanna che ha dedicato al figlio; in seguito un pruno la avvisa che il solo modo per continuare nella ricerca è quello di riscaldarlo premendolo al petto, fino a farlo sanguinare.
Raggiunto così un lago lo attraversa e dall'altra parte le vengono richiesti, per poter proseguire, gli occhi. La madre oramai del tutto cieca raggiunge la serra dove la morte personificata si prende cura delle anime umane tramutate in alberi e fiori. Qui la donna ritrova il figlioletto, divenuto una fragile pianticella, riconoscendolo dal suono del battito cardiaco ad intermittenza che emana.
La vecchia che aiuta nella cura della serra le dà un consiglio in cambio dei capelli: quando arriva la morte lei deve minacciarla di strappare tutti i fiori se non le viene riconsegnato il bambino. La morte sarà allora presa da spavento, in quanto deve rispondere di essi a Dio e solamente egli può decidere quando le piante della serra debbano venir trapiantate nel giardino dell'Eden ove nessuno sa cosa sia di loro.
La morte arriva e la madre minaccia di strappare due fiori, ma quando la morte le chiede se lei avrebbe avuto il coraggio di rendere sommamente infelici due altre madri come lei, rinuncia subito al suo proposito. Dopo averle restituito gli occhi le chiede di guardare nell'acqua: qui la madre vede il futuro di due bambini, uno ricolmo di felicità e amore, l'altro invece pieno di miseria e disperazione.
La morte le dice che una di queste due vite sarebbe stata l'esistenza futura del suo bambino: allora la madre gridando di paura implora che il proprio figlioletto venga piuttosto trasferito nel Regno dei Cieli che rischiare di subire una tal terribile nuova vita. La morte incalza: "Non capisco. Volete il vostro bambino indietro o devo portarlo via verso l'ignoto?"
La madre torcendosi le mani si mette in ginocchio a pregare Dio: "Non mi ascoltare più quando chiedo qualcosa che va contro la tua volontà!" La morte così la lascia, portando il suo bambino nella terra sconosciuta ai vivi.

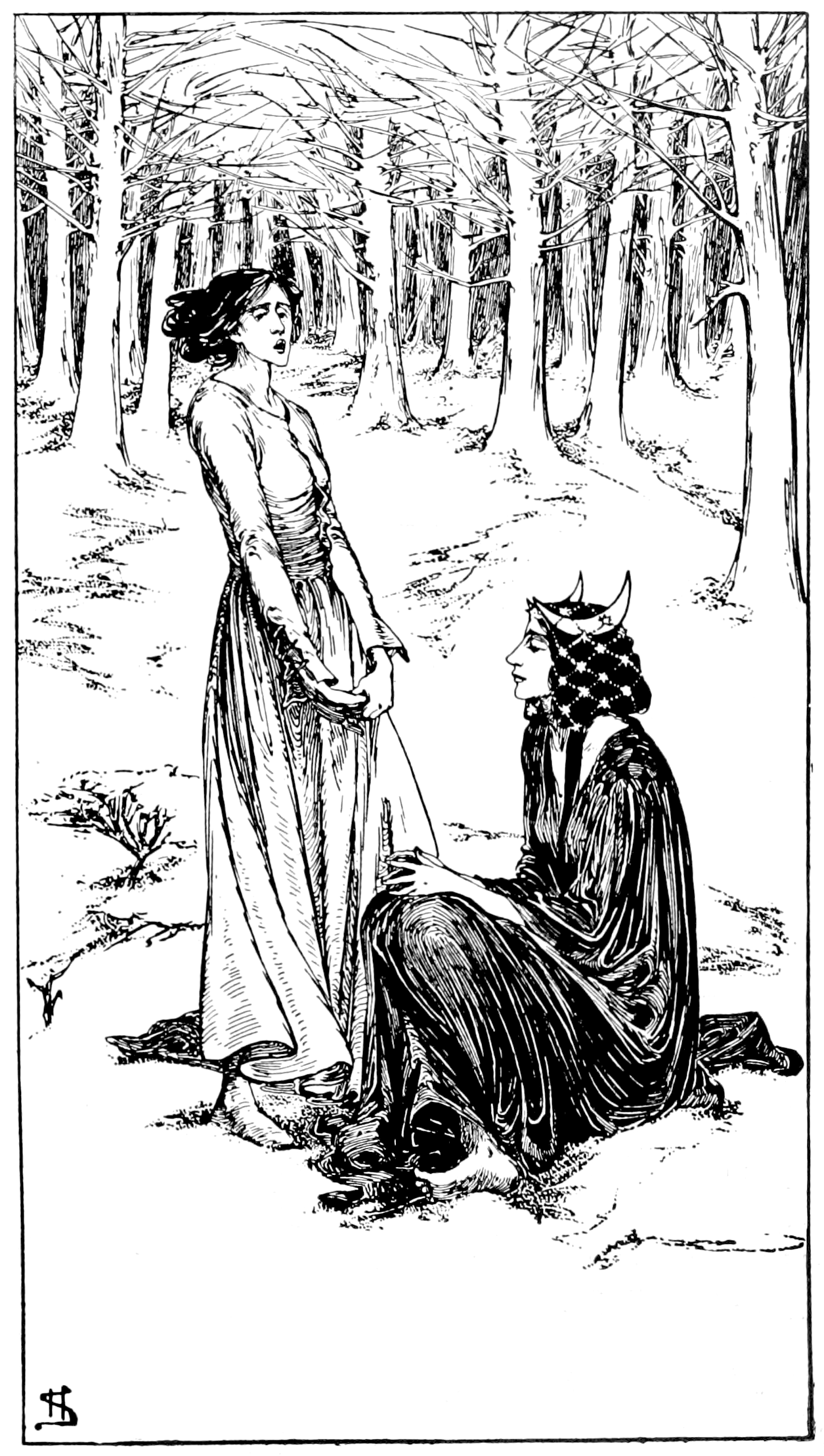
Il dialogo tra la madre e la morte.

## Storia editoriale
La fiaba fu pubblicata per la prima volta in lingua inglese nel dicembre 1847, con il titolo The Story of a Mother, in A Christmas Greeting to my English Friends. La prima edizione danese venne pubblicata l'anno successivo, il 4 marzo 1848, nel volume Nye Eventyr. Andet Bind. Anden Samling. 1848.
In Italia è apparsa per la prima volta nel 1865, nel sesto numero del giornale Il Passatempo, e poi in volume nel 1904 in Quaranta novelle.

## Adattamenti
- Historien om en Moder (1949), un film danese diretto da Max Louw.
- Historien om en Moder (1963), un film danese diretto da Erik Kirchner, Erik Mortensen e Jørgen Thoms.
- Storia di una madre, episodio della serie TV anime Le fiabe di Andersen (1971).
- Historien om en Moder (1977), un film di animazione danese diretto da Jørgen Vestergaard.
- Più forte dell'amore (1977), episodio della serie TV anime Le più belle favole del mondo (1976-1979).
- La storia di una madre (1979), un film danese diretto da Claus Weeke.
- La morte e la Madre (1988), un film inglese diretto da Ruth Lingford.
- Historia de una madre (2003), un film messicano diretto da Erik Mariñelarena.
- Historien om en mor (2005), un film per la televisione danese diretto da Svend Ploug Johansen.
- La storia di una madre (2010), un cortometraggio italiano prodotto e diretto da Alessandro De Vivo e Ivano Di Natale.

- Die Geschichte einer Mutter (1992), una canzone della band norvegese Bel Canto (gruppo musicale) tratta dal loro album "Shimmering, Warm and Bright"
- La storia di una madre (2004), una graphic novel danese di Peter Madsen.